# Штернберг Павло Карлович
Павло Карлович Штернберг (рос. Павел Карлович Штернберг; 2 квітня 1865 — 1 лютого 1920) — російський астроном і революційний діяч.
Родився в Орлі. У 1887 закінчив Московський університет і був призначений асистентом обсерваторії університету. З 1890 — приват-доцент університету і одночасно астроном-спостерігач Московської обсерваторії, з 1914 — професор Московського університету, в 1916—1917 — директор Московської обсерваторії. У 1899—1900 очолював Комісію з розробки програми з астрономії для середніх навчальних закладів.
Після революції 1905 включився в підпільну боротьбу Московської більшовицької організації, за завданням якої у 1907 зняв детальний план Москви для майбутнього повстання. Був обраний гласним Московської міської думи за більшовицьким списком. У 1917 Штернберг керував бойовими діями революційних сил Замоскворецкого району. У 1918 очолив Відділ вищої школи Народного комісаріату освіти. З 1919 — член РВС Східного фронту.
Поряд з революційно-політичною роботою не припиняв наукової та педагогічної діяльності. Наукові роботи присвячені обертальному руху Землі, фотографічній астрономії, гравіметрії. За свої гравіметричні визначення в ряді пунктів європейської частини Росії з маятником Репсольда отримав медаль Російського географічного товариства. У 1892—1903 виконав капітальне дослідження «Широта Московської обсерваторії у зв'язку з рухом полюсів». Фотографічні спостереження подвійних зірок, які проводив Штернберг, були одними з перших в науці суворо розробленими спробами використання фотографічних методів для точних вимірювань взаємного положення зоряних пар. Отримані ним сотні фотознімків подвійних зірок та інших об'єктів служать і до теперішнього часу хорошим матеріалом для спеціальних досліджень.
Останній і найбільш напружений рік життя Штернберг провів у лавах Червоної Армії. У листопаді-грудні 1919 він брав участь у керівництві бойовими операціями 3-ї і 5-ї армій Східного фронту з оволодіння Омськом. При форсуванні Іртиша Штернберг важко захворів. Він був доставлений до Москви, де помер в ніч з 31 січня на 1 лютого 1920. Похований на Ваганьковському кладовищі в Москві.
Ім'я Павлі Штернберга носить Державний астрономічний інститут Московського університету та один з астероїдів.